# Colobogaster weingaertneri
Colobogaster weingaertneri es una especie de escarabajo del género Colobogaster, familia Buprestidae. Fue descrita científicamente por Hoscheck en 1931.